# 프란스 베르발드

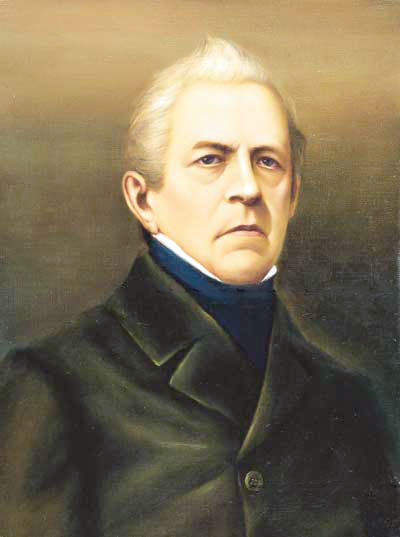
프란스 베르발드 (1840)

프란스 아돌프 베르발드(Franz Adolf Berwald, 1796년 7월 23일 ~ 1868년 4월 3일)는 스웨덴 낭만파 음악의 작곡가로 스톡홀름에서 태어났다. 바이올린에서 작곡으로 옮겨 4개의 교향곡, 2개의 오페라, 수종의 실내악곡과 가곡을 남겼다. '북구의 슈베르트'라고 불릴 정도의 풍부하고 아름다운 멜로디와 음영에 찬 정서를 가지고 이채를 띠었다. 만년에는 스톡홀름 음악아카데미에서 작곡을 가르쳤다. 문하에서 닐센이 배출되었다.